# HTTP pipelining

З'єднання без pipelining (ліворуч) та з pipelining (праворуч)

HTTP pipelining (перекладається як Конвеєрна обробка HTTP) — технологія, яка дозволяє передавати на вебсервер відразу кілька запитів в одному з'єднанні, не чекаючи відповідей на попередні запити. Конвеєрна обробка підтримується в HTTP/1.1 і не підтримується в 1.0.
Браузер Microsoft Internet Explorer не підтримує HTTP pipelining, а в Mozilla Firefox вона за замовчуванням відключена.
Включення HTTP pipelining дозволяє збільшити швидкість завантаження сторінок за рахунок зменшення часу доступу.